# Himalaya de l'Assam
L'Himalaya de l'Assam est la chaîne de montagne la plus orientale de l'Himalaya. À la frontière entre la Chine et l'Inde, elle se situe entre le Bhoutan à l'ouest, et la grande boucle du canyon du Yarlung Tsangpo, qui entoure son point culminant le Namcha Barwa (7 782 m). Les principaux autres sommets de la chaîne sont le Gyala Peri, le Kangto, le Nyegyi Kangsang, le Gorichen et la montagne sacrée du Takpa Shiri. Elle ne se trouve pas dans l'État indien de l'Assam mais dans l'Arunachal Pradesh.